# Calles Hoyt y Schermerhorn (metro de Nueva York)
Las  Calles Hoyt y Schermerhorn  es una estación en la línea Crosstown y la línea de la Calle Fulton del Metro de Nueva York de la división B del Independent Subway System. La estación se encuentra localizada en Downtown Brooklyn, Brooklyn entre las Calles Hoyt y Schermerhorn . La estación es servida en varios horarios por los trenes del Servicio ,  y .

## Calles Hoyt y Schermerhorn en la cultura popular
La estación de las calles Hoyt y Schermerhorn del metro de Nueva York es famosa por formar parte de las localizaciones utilizadas para el rodaje del vídeo musical de Michael Jackson Bad de su álbum homónimo y dirigido por el cineasta Martin Scorsese el 28 de noviembre de 1986.